# 日本農業新聞
日本農業新聞（にほんのうぎょうしんぶん）は、世界で唯一の日刊農業専門紙「日本農業新聞」の発行をはじめ、食と農の総合情報メディア、JAグループの情報受発信センターとして、多様な媒体を用いた情報発信を行っている新聞社、多メディア企業で、また、それが発行する新聞のことである。

## 概要
発行部数は28万2,022部（2023年10月、日本ABC協会調べ）。日本新聞協会加盟。北海道版は日曜日休刊である。
最も多くの読者に読まれている専門紙の一つである。また、日本ABC協会加盟紙の中で、一般紙である全国紙（五大紙）、ブロック紙、一部の地方紙に次ぐ読者数を誇る。
世界恐慌が農村部にも波及、商人の農産物買い叩きが横行し農家が困窮の極みにある中、その窮状を救うべく、1928年（昭和3年）3月20日に農産物市況を伝えるために発行した「市況通報」が日本農業新聞の前身である。戦中・戦後の混乱期を乗り越え、農業・農村の歴史を刻んできた。
1947年 （昭和22年）11月19日付で農業協同組合法が施行されたことにより翌1948年（昭和23年）、それまで日本農業新聞の発行母体だった全国農業会（現・JA全農）が解散。これを受けて群馬、山梨、東京の農協中央会 ･ 経済連代表が連合会設立の世話人会を開催、日本初の全国連となる全国新聞情報農業協同組合連合会を設立して新聞発行を引き継いだ。これにより農協系統組織が農業専門紙を有することとなった。
週刊から週2回発行に前進する中、日刊化を急ぐべきとの系統組織内からの声が高まり、1957年（昭和32年）7月に松山市で開かれた全国農協役職員盟友大会で「日本農業新聞の日刊発行体制の確立を促進すべき」とする緊急提案がなされ、満場一致により採択されたことにより、全国日刊化へ大きく動き出した。
1967年（昭和42年）に東日本から日刊がスタート。7月1日付紙面には当時の内閣総理大臣佐藤栄作が「この日刊化は農業近代化に資する新聞の役割を前進させるもので国民的見地からも重要な意義がある」と寄せている。
第一次オイルショックにより、用紙事情のひっ迫、制作資材費の上昇などにより苦境に直面したが、1978年（昭和53年）4月1日に国内唯一となる全国日刊の農業専門紙が誕生した。現在に至るまで、日刊の農業専門紙は世界唯一となっている。
公正・中立報道をうたい、新聞報道の自由と責任を守る日本新聞協会には1948年（昭和23年）に加盟している。
法人税法により本来事業に対する非課税や、収益企業に対して税率の軽減等を受けている公益法人等に該当する組織や、協同組合などに対する規制が強化され、これら組織の営利事業については原則として会社法に基づいて設立される株式会社や合同会社の形態により行わなければならなくなったことから、2002年に株式会社化するための受け皿として“株式会社日本農業新聞”が設立され、JA新聞連から大半の事業が譲渡された。
農業関係者向けの関連ニュースだけでなく、一般の読者にもわかりやすく農業や食の問題について解説できるように紙面を工夫している。またスポーツ紙以外の専門紙では珍しく天気予報やテレビの番組表が掲載されている。日本経済新聞が2008年11月に沖縄での現地印刷を開始するまで、一般の全国紙も実現していない、沖縄県を含めた全国への即日宅配を唯一行っている新聞だった。
内閣記者会、八日会（国会記者クラブ）、農政クラブ（農林水産省）、霞クラブ（外務省）、財政クラブ（財務省）、兜クラブ（東京証券取引所）、環境問題研究会（環境省）、国土政策研究会、気象庁記者クラブ、文科省記者クラブ、大田記者会など33の記者クラブで活動している。
全国17か所の契約印刷拠点、北海道から沖縄県まで約8,400の新聞販売店から宅配を行う。
朝日新聞社や日刊スポーツ新聞社などと一部業務の協力関係がある他、西日本新聞社などと災害時の協定を結んでいる。

## 沿革
- 1928年 - 『市況通報』として創刊。
- 1937年 - 現題号に変更となる。
- 1958年 - 隔日刊（1日おき発行）となる。
- 1967年 - 順次地域ごとに日刊化。
- 1978年 - 完全日刊化。ただし日曜は休刊。
- 1987年 - 日曜版も発行。10月1日より神保あつしの4コマ漫画『ゴリパパ一家』を連載開始。
- 1989年 - 日本経済新聞の有料パソコン通信情報検索サイト「日経テレコン」にデータベースを提供。
- 1993年 - 現在の横組題字に。
- 2001年 - 日曜版のタブロイド付録「&YOU」を創刊。
- 2002年 - “株式会社日本農業新聞”が設立される。
- 2003年 - 創刊75周年を迎える。JAのホームページづくりを支援する「アナザー・スタッフ」事業開始。あぐりフォトサービス事業開始。
- 2004年 - キャンペーン「わくわく どきどき 食の学校」展開（農政ジャーナリストの会「農業ジャーナリスト賞」受賞）。一村逸品大賞創設。
- 2005年 - JA農産物直売所情報紙「フレ」創刊。
- 2007年 - 地区版完全ワイド化。
- 2008年 - 創刊80周年を迎える。新電算編集システム（新CTS）導入。拡大文字（N字）に移行。
- 2009年 - キャンペーン「食料有事」（「農業ジャーナリスト賞」受賞）。
- 2010年 - 新市況システム2010完成。青果市況「日農INDEX」（日農平均価格、NOPIX）の新設。農畜産物相場情報サイト「netアグリ市況」の運営。
- 2011年 - 花市況「日農INDEX」稼働。
- 2015年 - CTSを更新。
- 2017年 - 5月1日、『ゴリパパ一家』が連載1万回を達成[4]。
- 2018年 - 創刊90周年。仮社屋へ移転。
- 2020年 - 新社屋（日本農業新聞本社ビル）が完成。
- 2021年 - 電子版（有料）が開始。
- 2023年 - 4月1日全国新聞情報農業協同組合連合会（JA新聞連）が組織変更を行い、株式会社JA新聞連となった[5]。
- 2025年 - 4月1日JA新聞連を吸収合併[6]。

## 紙面・論調
日本の農業、および農業者を保護する立場をとっており、TPP（環太平洋経済連携協定）、FTA（自由貿易協定）締結や世界貿易機関（WTO）交渉などが行われる際、農産物の関税低減・自由化や輸入枠拡大は国内農業を脅かす、として反対する傾向にある。
また専門紙として、農産物の市況や生産技術などの報道も力を入れている。東京・秋葉原の本所のほか、大阪、名古屋、札幌、仙台、広島、福岡に支所を、長野、松山に支局を、新潟に駐在を置いている。また日本新聞協会に加入し、国会や農政など主要記者クラブに加盟。面建ては「総合（農政、経済、営農）」「JA」「流通経済・市況」「食農・園芸」「総合営農」「くらし・女性」「直売」「地方版」「天気」などで構成されている。
前述の通り、スポーツ紙以外の業界・専門紙では珍しく天気予報・気象記事を充実させており、1面に気象概況・天気図・発行日当日の主要47都市（熊谷・銚子・彦根・下関以外は各都道府県庁所在地）の予報を掲載しているほか、別面に週間予報も掲載し、更に別途天気面を設けて気象解説など天気・気象関連の記事を載せている。
各地方版の記事（各地の会議やイベントなど）などは、全国に約1,700人いる通信員（農業協同組合の職員など）が取材している。また、海外特約通信員（米国、フランス、スイス）、海外特約通信社（米国、韓国、中国）がある。

### 日農INDEX
全国の農産物の市況情報を伝える独自指標として「日農INDEX」を公表している。日農INDEXは「日農平均価格」と「NOPIX（日農市況指数；ノピックス）」の2つから構成され、紙面の市況欄に掲載されるほか、購読者向け無料会員登録制ウェブサイトのnetアグリでより詳しい市況を公示している。
日農INDEXは青果・花それぞれで主要7地区（東京・大阪・名古屋・札幌・仙台・広島・福岡]）の計14卸の相場情報を独自に集計。「日農平均価格」は集計先青果・花き各7卸の当日の野菜・果実および花きの総販売量の平均価格・販売トン数を例年値つきで表示するなどし、生産者・出荷者が市況動向を敏感に読み取れるように工夫している。
日農INDEXの構成銘柄（集計先）は次の通り
| 都市                  | 東京                                    | 大阪                                      | 名古屋                                            | 札幌                                      | 仙台                                      | 広島                                        | 福岡                                        |
| --------------------- | --------------------------------------- | ----------------------------------------- | ------------------------------------------------- | ----------------------------------------- | ----------------------------------------- | ------------------------------------------- | ------------------------------------------- |
| 青果卸売会社 （市場） | 東京青果 （東京都中央卸売市場大田市場） | 大果大阪青果 （大阪市中央卸売市場本場）   | セントライ青果 （名古屋市中央卸売市場北部市場）   | 札幌みらい中央青果 （札幌市中央卸売市場） | 仙台あおば青果 （仙台市中央卸売市場本場） | 広印広島青果 （広島市中央卸売市場中央市場） | 福岡大同青果 （福岡市中央卸売市場青果市場） |
| 花き卸売会社 （市場） | 大田花き （東京都中央卸売市場大田市場） | なにわ花市場 （大阪鶴見花き地方卸売市場） | 名港フラワーブリッジ （愛知名港花き地方卸売市場） | 札幌花き園芸 （札幌花き地方卸売市場）     | 仙台生花 （仙台市中央卸売市場花き市場）   | 花満 （広島市中央卸売市場中央市場）         | 福岡県花卉農業協同組合 （福岡花市場）       |

## 組織
- 論説委員室
- デジタルイノベーション室
- 総務企画局
- 業務局
- 広報局
- 編集局
- 支所・支局・駐在
  - 北海道支所 - 札幌市中央区北4西4 共済ビル
  - 東北支所 - 宮城県仙台市青葉区上杉1-2-16 JAビル
  - 東京支所 - 東京都台東区秋葉原2-3 日本農業新聞本社ビル
  - 信越支局 - 長野県長野市北石堂町1177-3 JAビル
  - 新潟駐在 - 新潟県新潟市中央区東中通一番町189-3 JA新潟ビル
  - 中部支所 - 愛知県名古屋市中区錦3-3-8 JA愛知ビル西館
  - 大阪支所 - 大阪府大阪市北区西天満1-2-5 JAビル
  - 中国四国支所 - 広島県広島市中区基町13-13 広島基町NSビル
  - 四国支局 - 愛媛県松山市三番町4-4-6 松山センタービル2号館
  - 九州支所 - 福岡県福岡市中央区天神4-6-7 JRE天神クリスタルビル
- 分室
  - 大手町分室 - 千代田区大手町1-3-1 JAビル

## ラ・テ欄

### 南関東版（東京都、神奈川県、千葉県、埼玉県、山梨県向け）
ハーフサイズ
- NHKテレビ
- NHK Eテレ
- 日本テレビ
- テレビ朝日
- TBSテレビ
- テレビ東京
- フジテレビ
- NHK BS1
- NHK BSプレミアム
- BS日テレ
- BS朝日
- BS-TBS
- BSテレ東
- BSフジ

クオーターサイズ2列
- TOKYO MX
- テレ玉
- チバテレ
- tvk
- YBSテレビ
- テレビ山梨

※北関東版（茨城県、栃木県、群馬県）は、とちぎテレビと群馬テレビのみ掲載。

### 近畿版（大阪府、京都府、兵庫県、滋賀県、奈良県、和歌山県向け）
ハーフサイズ
- NHKテレビ
- NHK Eテレ
- MBSテレビ
- ABCテレビ
- テレビ大阪
- カンテレ
- 読売テレビ
- 京都テレビ
- サンテレビ
- びわ湖放送
- 奈良テレビ
- テレビ和歌山

※BSは南関東版と同じ。
日中の番組を中心にいわゆる「汎用タイプ」（テレビ雑誌に掲載されるような当日の内容ではなく番組の概要紹介）が掲載されることが多い。